# Карвон
Карвон (п-мента-6,8(9)-диен-2-он) — природное вещество из семейства терпеноидов. В некоторых эфирных маслах содержится много карвона (напр., около 40 % в укропном масле).

## Физические и химические свойства
Карвон растворим в спирте и нерастворим в воде. Бурно реагирует с минеральными кислотами, образуя карвакрол. Вступает в реакции присоединения по двойной связи с галогенами и галогеноводородами. Реакция с сероводородом ведёт к кристаллическому продукту, а с сульфитом и гидросульфитом натрия — к водорастворимому продукту — эти реакции могут быть использованы для выделения карвона из смеси эфирных масел.

## Запах
Карвон существует в двух изомерных формах, причем его энантиомеры пахнут по-разному: S(+)-карвон определяет запах семян тмина и укропа, а его зеркальный изомер, R(-)-карвон, пахнет колосистой (остролистой) мятой. Это доказывает, что у человека есть хиральные рецепторы запаха. Порог обоняния для человека — около 17 миллионных долей миллиграмма в литре.

## Карвон в природе
s(+)-карвон найден в семенах тмина (50-60 %), укропа (20-30 %), в цедре мандарина и апельсина (малые концентрации). Натуральный R(-)-карвон извлекают из колосовой мяты (до 70 % в ЭМ) и куромзи (kuromoji, японское дерево сем. лавровых). Некоторые эфирные масла, например gingergrass, содержат смесь энантиомеров.

## Применение
Карвон, а точнее эфирные масла, содержащие много карвона, широко используются в пищевой промышленности. Например, жевательная резинка Wrigley’s Spearmint Gum содержит R(-)-карвон в качестве ароматизатора. R(-)-также используется в освежителях воздуха. Эфирные масла, содержащие карвон, применяются в ароматерапии.